# Ханг
Ханг (нем. Hang) — ударный музыкальный инструмент, металлофон. Состоит из двух соединенных между собой металлических тарелообразных частей — нижней GU и верхней DING. На верхней стороне по кругу расположены 7—8 зон ударов с различной высотой звучания. В центре этого круга, на вершине, находится шишкообразный выступ (как на яванских гонгах). В центре нижней стороны находится резонаторное отверстие диаметром 8—12 см, на котором можно играть как на уду или использовать для изменения звучания воспроизводимых тонов. Удары по хангу наносят кончиками пальцев, большими пальцами, основанием кисти. Играют сидя, располагая ханг на коленях.

## История
Инструмент был разработан в 2000 году Феликсом Ронером и Сабиной Шерер (компания PANArt) из швейцарского города Берн в результате многолетнего изучения карибского стального барабана и многих других резонирующих барабанных инструментов со всего света: гонга, традиционного индонезийского оркестра — гамелана, гатама, барабанов, колокольчиков, музыкальной пилы.
Название Hang обусловлено игрой слов создавших его мастеров, но официально считается, что оно связано со словом «рука» на бернском диалекте немецкого языка. Название музыкального инструмента является зарегистрированной торговой маркой.

### В России
Ввиду своей уникальности инструмент довольно поздно пришёл в Россию. Первый ханг-концерт на территории РФ в 2008 году дал израильский мультиинструменталист Тимур Хакима в московском клубе «Музей Чая». Впоследствии он давал редкие концерты во время своих непродолжительных визитов в Москву. В 2010 году хангист Олег Зеге и диджеридист Роман Лазарев организовали «Первый Московский фестиваль Ханга и Диджериду». Данное мероприятие имело большой успех, культурный центр «ДОМ», в котором проходило мероприятие не смог вместить всех желающих. Данное мероприятие приобрело регулярный формат и до сих пор несколько раз в год проходит в культурном центре «ДОМ» под названием «Moscow Hang Out’s». За 5 лет существования на фестивале выступали такие музыканты как Давид Сваруп, Владисвар Надишана, Дэвид Куккерман, Ортал Пеллег, Тимур Хакима, Олег Зеге и другие.
Существуют проекты, где мультиинструменталисты играют на инструментах «семейства хангов». Среди них можно выделить таких артистов как Владисвар Надишана, Юрий Рубин и Лидия Игольникова.
Летом 2013 в Москве возник новый музыкальный, творческий, образовательный проект «SunSet» — класс игры на новых музыкальных инструментах (инструментах «семейства хангов», имеющих общее название handpan). Студенты школы игры на хандпане имеют возможность через поиск своего звучания, исполнение простых рисунков в начале пути постепенно приблизиться к исполнению свободной импровизации и созданию собственных композиций.
1 сентября 2016 года проходит первый Ханг драм фестиваль UFO. Фестиваль собирает на одной сцене основных «действующих лиц» среди московских ханг музыкантов, среди которых Jangala, Jatamansi, Альгамбра. Хедлайнером фестиваля выступает Davide Swarup. 2 сентября 2017 года фестиваль UFO собирает полный зал клуба «Red» и становится самым большим ханг фестивалем в России. Список участников был расширен как по хедлайнерам так и по участникам от России и собрал более 1200 гостей. 1 сентября 2018 года проходит третий ежегодный фестиваль UFO и собирает полную крышу клуба Fantomas.

## Приобретение
Купить оригинальный «ханг» в музыкальном магазине практически невозможно. Заказная цена различных моделей варьируется в диапазоне 1000 — 3000 долларов США. Высокая цена обусловлена тем, что инструмент невозможно просто отлить — звучание не будет мелодичным. Для того, чтобы металл «пел», каждая область, ответственная за ту или иную ноту, должна иметь внутренние напряжения, то есть быть натянутой подобно мембране барабана. Это осуществляется тысячами ударов молотом, и каждый удар меняет высоту тона, так что процесс контролируется мастером подобно настройке пианино. Многие модели также проходят специальную химико-термическую обработку — азотирование.
Процесс приобретения был довольно непрост, с необходимостью писать бумажные письма создателям и лично забирать свой музыкальный инструмент. С 2014 года идиофон Hang™ больше не производится. Вместо него PANArt предлагает похожий, но отличающийся по конструкции барабанный инструмент под названием Gubal — с дополнительным сегментом в резонаторной чаше, принявшей цельную форму, и с перемещённым на звуковую поверхность отверстием GU.
На начало 2018 года в мире имеется около 150 изготовителей аналогичных музыкальных инструментов. Многие из них обладают достаточно качественным звуком, но официальную лицензию PANArt на изготовление из их патентованного стального материала имеют единицы.

## Музыкальные примеры
|  |  |  |  |